# Harold Hackett
Harold Humphrey Hackett, ameriški tenisač, * 12. julij 1878, Hingham, Massachusetts, ZDA, † 20. november 1937, New York, ZDA.
Harold Hackett se je v posamični konkurenci najdlje na turnirjih za Nacionalno prvenstvo ZDA uvrstil leta 1906 v četrtfinale. Uspešnejši je bil v konkurenci moških dvojic, v kateri je turnir osvojil štirikrat, v letih 1907, 1908, 1909, 1910, še trikrat pa je zaigral v finalu. Vselej je bil njegov partner Fred Alexander. Leta 1913 je bil član zmagovite ameriške reprezentance v tekmovanju International Lawn Tennis Challenge. Leta 1961 je bil sprejet v Mednarodni teniški hram slavnih.

## Finali Grand Slamov

### Moške dvojice (7)

#### Zmage (4)
| Leto | Turnir                       | Partner        | Nasprotnika v finalu            | Rezultat finala |
| 1907 | Nacionalno prvenstvo ZDA     | Fred Alexander | Nat Thornton Bryan M. Grant     | 6-2, 6-1, 6-1   |
| 1908 | Nacionalno prvenstvo ZDA (2) | Fred Alexander | Raymond Little Beals Wright     | 6-1, 7-5, 6-2   |
| 1909 | Nacionalno prvenstvo ZDA (3) | Fred Alexander | George Janes Maurice McLoughlin | 6-4, 6-4, 6-0   |
| 1910 | Nacionalno prvenstvo ZDA (4) | Fred Alexander | Tom Bundy Trowridge Hendrick    | 6-1, 8-6, 6-3   |

#### Porazi (3)
| Leto | Turnir                       | Partner        | Nasprotnika v finalu           | Rezultat finala      |
| 1905 | Nacionalno prvenstvo ZDA (2) | Fred Alexander | Holcombe Ward Beals Wright     | 4-6, 4-6, 1-6        |
| 1906 | Nacionalno prvenstvo ZDA (3) | Fred Alexander | Holcombe Ward Beals Wright     | 3-6, 6-3, 3-, 3-6    |
| 1911 | Nacionalno prvenstvo ZDA (4) | Fred Alexander | Raymond Little Gustav Touchard | 5-7, 15-13, 2-6, 4-6 |